# Wayland
Wayland este un protocol care specifică comunicația între display server și clients. A fost inițial creat de Kristian Høgsberg pentru a înlocui X Window System.
Implementația initială, constând principal din libwayland-server, libwayland-client, libwayland-EGL și Weston, sunt scrise în C și este publicate sub Licența MIT. Pentru a obține folos maximal din Nucleul Linux modern, i.e. pentru a maxima performanța, Weston s-a scris exclusiv pentru Nucleul Linux.

## Software architecture

① Modulul evdev pentru Nucleul Linux înregistrează un eveniment de la hardware și îl transmite la compositor.
② Compositorul știe care fereastra trebuie sa primească evenimentul și îl trimite numai acolo.
③ Când clientul primește evenimentul, el actualizează interfața grafică prin EGL direct în hardware-buffer; după asta trimite o cerere/solicitare la compositor ca să indice că regiunea a fost schimbată.
④ Compositor colectă "damage requests" de la toți clienți, după aceia re-compozită ecranul (60Hz). Și după aceia compositor emită un ioctl la KMS să facă un "pageflip"

Wayland foloseste EGL

## Vezi
Freedesktop.org